# Cine de Puerto Rico
La historia de la industria del cine en Puerto Rico comenzó con la invasión estadounidense a la isla en 1898. En aquella época, los soldados norteamericanos llevaron cámaras de cine para grabar lo que les llamaba la atención. No obstante, no fue hasta 1912 cuando los puertorriqueños comenzaron a producir sus películas.
Tras esto el cine de Puerto Rico se ha desarrollado paulatinamente. La industria ha llevado a la fama a varios actores y actrices e incluso una película nominada a los Premios Óscar. Desde su comienzo a finales de los años noventa, la industria cinematográfica de Puerto Rico ha crecido considerablemente a lo largo de los años.

## Primeros años: 1912-1950
Tras las primeras imágenes grabadas por los soldados americanos en 1898, la mayoría de películas producidas en la isla fueron documentales. No fue hasta 1912 cuando Rafael Colorado D'Assoy grabó la primera película que no era un documental: Un drama en Puerto Rico. Después de eso, Colorado y Antonio Capella Martínez crearon la Sociedad Industrial de Cine de Puerto Rico en 1916, produciendo su primer largometraje llamado Por la hembra y el gallo. Se crearon otras compañías cinematográficas como la Tropical Film Company (1917) y la Porto Rico Photoplays (1919).
En 1934, Juan Emilio Viguié Cajas produjo y dirigió la primera película puertorriqueña sonora, llamada Romance Tropical. Sin embargo, se sabe muy poco en la actualidad del paradero de esta película y las anteriormente mencionadas.

## De los años 50 a los años 70
En 1951 se filma el largometraje Los peloteros (Jack Delano), drama rural protagonizado por el comediante Ramón Rivero "Diplo" y una joven Miriam Colón, junto a otros actores nacidos en la isla, y basado en una historia real.
Filmada en San Juan, la película estadounidense de cine negro The Man With My Face (Edward J. Montagne, 1951) es una adaptación de una homónima novela de misterio de Samuel W. Taylor, protagonizada por Barry Nelson. El productor J. Harold Odell rodó tres películas en la isla: Machete (Kurt Neumann, 1958), con el actor mexicano-americano Carlos Rivas y el afropuertorriqueño Juano Hernández, Counterplot (Kurt Neumann, 1959) y Fiend of Dope Island (Nate Watt, 1961).
En 1956, el cortometraje Modesta, producido dentro de la División de Educación para la Comunidad de Puerto Rico (DIVEDCO), ganó el galardón a Mejor Cortometraje en el Festival Internacional de Cine de Venecia. En 1998, Modesta se convirtió en la primera película puertorriqueña en pertenecer al Registro Nacional de Cine de Estados Unidos.
A finales de los años 50 e inicios de los 60 se rodaron en Puerto Rico tres destacadas producciones puertorriqueñas: los melodramas Maruja (Oscar Orzábal Quintana), filmado en 1958 con Marta Romero en el papel titular y estrenado en 1959, Ayer amargo (Amílcar Tirado), filmado entre 1959 y 1960 con Marta Romero y Arturo Correa como pareja protagónica, y El otro camino (Orzábal Quintana), realizado en 1960 con Rosaura Andreu y Axel Anderson en los papeles centrales de madre e hijo.
En los años 60 la producción de películas en Puerto Rico aumentó considerablemente. Aproximadamente la mitad de ellas eran rodadas como coproducciones de México y Puerto Rico. También se rodaron coproducciones con España y Venezuela. Puerto Rico albergó un gran número de películas estadounidenses, además de una de Argentina y otra de Reino Unido. A pesar de que ninguno de los films rodados en esta época recibió grandes críticas, el director Leopoldo Torre Nilsson fue nominado a la Palma de Oro en el Festival de Cannes por su trabajo en La chica del lunes de 1967. Es también destacable la comedia The Private Navy of Sgt. O'Farrell de Bob Hope (1968).
Durante los años 70, la producción de películas en la isla ralentizó su ritmo. Entre las películas puertorriqueñas (la mayoría coproducciones) destaca Dios los Cría de Jacobo Morales, quien tenía un gran recorrido como actor y guionista. Dios los Cría marcó su debut como director de cine.
Estados Unidos produjo más películas en Puerto Rico durante los años 70 que ningún otro país. La mayoría eran películas de bajo presupuesto típicas en aquella época. Bananas (Woody Allen, 1971) es la única película clásica estadounidense de aquella época. Jacobo Morales tuvo un pequeño papel en este film.

## De 1980 a la actualidad
Durante los 1980s, Jacobo Morales realizó dos largometrajes de ficción Nicolás y los demás (1986), protagonizada por Morales, Daniel Lugo y Silvia Montanari, y Lo que le pasó a Santiago (1989), con Tommy Muñiz y Gladys Rodríguez, que fueron bien aceptadas por la audiencia. Esta última fue la primera película puertorriqueña nominada a los Premios Óscar como Mejor película extranjera. Puerto Rico había comenzado a postular candidatas al Óscar como mejor película extranjera con La Gran Fiesta (Marcos Zurinaga, 1985), alegoría nacional protagonizada por Daniel Lugo y Cordelia González. Zurinaga también realizó Tango Bar (1988), coproducción argentina protagonizada por Raúl Julia, Valeria Lynch y Rubén Juárez.
Los primeros años de la década de los 90 destacaron por películas de la productora Paramount Pictures, como A Show of Force, en cuyo reparto estaban Amy Irving, Robert Duvall, Andy García, y Kevin Spacey; La guagua aérea, Linda Sara, y El Poder del Shakti. También acudieron a la isla para realizar sus películas importantes directores como Robert Zemeckis o Steven Spielberg. En 1998 se estrenó Mi día de suerte, película original del venezolano Santiago Pumarola basada en el unitario de televisión homónimo emitido en Venezuela en 1993.
En los 2000, surgió un nuevo boom cinematográfico en Puerto Rico. Gone se proyectó durante seis semanas en 2001 y desde entonces, el número de películas puertorriqueñas ha aumentado considerablemente. También la variedad de las mismas, incluyendo documentales, cortometrajes y películas de animación. Voces inocentes coproducida por México, Puerto Rico, y Estados Unidos, ganó varios premios internacionales. Tanto la Corporación de Cine de Puerto Rico como la Corporación para el Desarrollo de las Artes, Ciencias e Industria cinematográfica de Puerto Rico promueven la realización de películas nacionales e internacionales, incluyendo préstamos e incentivos financieros.